# Rezerwat przyrody Dolina Kluczwody
Rezerwat przyrody Dolina Kluczwody – krajobrazowy rezerwat przyrody znajdujący się w środkowej części Doliny Kluczwody, na terenie wsi Zelków w gminie Zabierzów, w powiecie krakowskim, w województwie małopolskim. Leży na gruntach Skarbu Państwa w zarządzie Nadleśnictwa Krzeszowice (leśnictwo Dubie).

## Opis
Rezerwat został utworzony w 1989 roku celem ochrony lasu grądowego, muraw naskalnych i charakterystycznego krajobrazu. Znajduje się na Wyżynie Krakowsko-Częstochowskiej w jednej z piękniejszych dolin wchodzących w skład Parku Krajobrazowego Dolinki Krakowskie. Według aktu powołującego rezerwat zajmuje powierzchnię 35,22 ha.
Rezerwat zajmuje część zachodniego zbocza doliny. Skaliste i nasłonecznione skały pokryte są naskalnymi murawami z charakterystycznymi gatunkami roślin wapieniolubnych, a zbocza krzaczastymi zaroślami z takimi gatunkami, jak: bez czarny, leszczyna pospolita, wiciokrzew suchodrzew, trzmielina europejska, szakłak pospolity. W lesie porastającym znaczną część doliny dominuje grab, buk, klon jawor, jesion wyniosły, modrzew i olcha czarna. W runie leśnym zakwitają m.in.: przylaszczka pospolita, śledziennica skrętolistna, oman wąskolistny, konwalia majowa, lilia złotogłów, len złocisty, ostrożeń pannoński i niektóre gatunki storczykowatych. Z większych ssaków spotkać tu można dzika, sarnę, lisa, a z ptaków – bażanta, jerzyka, pustułkę, sójkę.
Dnem doliny, obrzeżami rezerwatu płynie dość bystry potok Kluczwoda tworzący dwie niewielkie kaskady.
Teren rezerwatu stanowi jedną z 11 enklaw wchodzących w skład obszaru siedliskowego sieci Natura 2000 „Dolinki Jurajskie” PLH120005.

## Szlaki turystyki pieszej
– czarny z Modlnicy przez Tomaszowice i całą długość Doliny Kluczwody do Jaskini Wierzchowskiej.
 – niebieski z Bolechowic przez Gacki, Dolinę Kluczwody do Prądnika Korzkiewskiego.

## Szlaki rowerowe
– zataczający pętlę czerwony szlak z Bolechowic przez Zelków, górną część Doliny Kluczwody, Wierzchowie, Bębło, Dolinę Będkowską (w dół), Łączki, Kobylany, Dolinę Kobylańską (w górę), Krzemionkę, Dolinę Bolechowicką (w dół) do Bolechowic.
 – czarny z Ojcowskiego Parku Narodowego przez Czajowice i górną część Doliny Kluczwody do Jaskini Wierzchowskiej.